# Acanthepeira marion
Acanthepeira marion là một loài nhện trong họ Araneidae.
Loài này thuộc chi Acanthepeira. Acanthepeira marion được Herbert Walter Levi miêu tả năm 1976.